# Table des caractères Unicode/U0750
Cette page contient des caractères spéciaux ou non latins. S’ils s’affichent mal (▯, ?, etc.), consultez la page d’aide Unicode.
Table des caractères Unicode U+0750 à U+077F (1 872 à 1 919 en décimal) (écrits de droite à gauche).

## Arabe – supplément(Unicode 4.1 à 5.0)
Utilisés comme lettres supplémentaires de l’écriture arabe, principalement pour l’orthographe de langues africaines utilisant l’écriture arabe, ainsi que pour le khowar, le torwali, le bourouchaski et le persan classique.
Note : certaines polices de caractères arabes indiquent prendre en charge ce sous-ensemble de caractères, mais n’affichent aucun glyphe pour ceux-ci.

### Table des caractères
| en fr  | 0 | 1 | 2 | 3 | 4 | 5 | 6 | 7 | 8 | 9 | A | B | C | D | E | F |
| ------ | - | - | - | - | - | - | - | - | - | - | - | - | - | - | - | - |
| U+0750 | ݐ | ݑ | ݒ | ݓ | ݔ | ݕ | ݖ | ݗ | ݘ | ݙ | ݚ | ݛ | ݜ | ݝ | ݞ | ݟ |
| U+0760 | ݠ | ݡ | ݢ | ݣ | ݤ | ݥ | ݦ | ݧ | ݨ | ݩ | ݪ | ݫ | ݬ | ݭ | ݮ | ݯ |
| U+0770 | ݰ | ݱ | ݲ | ݳ | ݴ | ݵ | ݶ | ݷ | ݸ | ݹ | ݺ | ݻ | ݼ | ݽ | ݾ | ݿ |

### Historique

#### Version initiale Unicode 4.1
| v · d · m | 0 | 1 | 2 | 3 | 4 | 5 | 6 | 7 | 8 | 9 | A | B | C | D | E | F |  |
| --------- | - | - | - | - | - | - | - | - | - | - | - | - | - | - | - | - |  |
| U+0750    | ݐ | ݑ | ݒ | ݓ | ݔ | ݕ | ݖ | ݗ | ݘ | ݙ | ݚ | ݛ | ݜ | ݝ | ݞ | ݟ |  |
| U+0760    | ݠ | ݡ | ݢ | ݣ | ݤ | ݥ | ݦ | ݧ | ݨ | ݩ | ݪ | ݫ | ݬ | ݭ |   |   |  |
| U+0770    |   |   |   |   |   |   |   |   |   |   |   |   |   |   |   |   |  |

#### Compléments Unicode 5.0
| v · d · m | 0 | 1 | 2 | 3 | 4 | 5 | 6 | 7 | 8 | 9 | A | B | C | D | E | F |
| --------- | - | - | - | - | - | - | - | - | - | - | - | - | - | - | - | - |
| U+0760    |   |   |   |   |   |   |   |   |   |   |   |   |   |   | ݮ | ݯ |
| U+0770    | ݰ | ݱ | ݲ | ݳ | ݴ | ݵ | ݶ | ݷ | ݸ | ݹ | ݺ | ݻ | ݼ | ݽ | ݾ | ݿ |